# フラワーホルダー
フラワーホルダー（flower holder) とは、背広に付ける装身具のことである。

## 概要
ラペルのボタンホールに引っかかるように作られており、中に少しだけ水を入れる、または水を含ませたガーゼやティッシュで花の茎をくるんで入れるものだった。銀製のものが多かった。またボタンホールに挿すタイプとは別に、裏側にピンが付けられ直接ジャケットに刺して留める「フラワーピン」と呼ばれるタイプのものも存在した。このアイテム、花を長くもたせるという機能的な目的以上に、お洒落として用いていた。

## 歴史
昔は燕尾服やお洒落として用いていた。
ブートニエールというジャケットの襟に付ける花を差しているが、朝挿した花が夕方にはしなびてきてしまう、という悩みがあるため、「フラワーホルダー」というものが誕生した。仲間に男性に付けるブートニア[:en]、女性に付けるコサージュ[:en]がある。